# Schwering
Schwering ist ein deutscher Familienname.

## Herkunft und Bedeutung
Schwering entspringt dem alten germanischen Vornamen Sweder und Swider durch Anhängen von „ing“. Dieser Vorname ist im gesamten Mittelalter zwischen Westfalen und Pommern sehr verbreitet.

## Varianten
- Sweder
- Swider

## Namensträger
- Arndt Schwering-Sohnrey (* 1968), deutscher Schauspieler
- Bernd Schwering (1945–2019), deutscher Maler und Grafiker
- Ernst Schwering (1886–1962), Kölner Oberbürgermeister 1949–1950
- Herbert Schwering (* 1959), deutscher Filmproduzent
- Julius Schwering (1863–1941), deutscher Germanist
- Karl Schwering (Mathematiker) (1846–1925), deutscher Mathematiker und Pädagoge
- Karl Schwering (Verwaltungsbeamter) (1879–1948), deutscher Verwaltungsbeamter
- Leo Schwering (1883–1971), Historiker, Philologe, Pädagoge und Politiker (CDU)
- Ludwig Schwering (1846–1919), deutscher Architekt und Eisenbahnbeamter
- Markus Schwering (* 1956), deutscher Kulturjournalist
- Walther Schwering (1885–1915), deutscher Klassischer Philologe